# 조굉
조굉(曹宏, ? ~ ?)은 후한 초기의 제후로, 전한의 개국공신 조참의 후손이다.

## 행적
건무 2년(25년), 거병하여 광무제를 도운 공로로 아버지 조본시의 뒤를 이어 평양후(平陽侯)에 봉해졌다.

## 출전
- 반고, 《한서》
  - 권16 고혜고후문공신표
  - 권39 소하조참전

| 전임 아버지 조본시 | 후한의 평양후 26년 ~ ? | 후임 아들 조광 |